# BKK Henschel Plus
Die BKK Henschel Plus war ein Träger der gesetzlichen Krankenversicherung aus der Gruppe der Betriebskrankenkassen. Sie war für Bayern, Hessen und Niedersachsen geöffnet. Ihren Ursprung hatte die Kasse im Unternehmen Henschel & Sohn und wurde 1854 als Fabrikkrankenkasse gegründet.
Zum 1. Januar 2020 wurde die BKK, mit einem Zusatzbeitrag von 1,6 Prozent im Jahr 2019, in die Continentale Betriebskrankenkasse eingegliedert.